# Байтади (район)

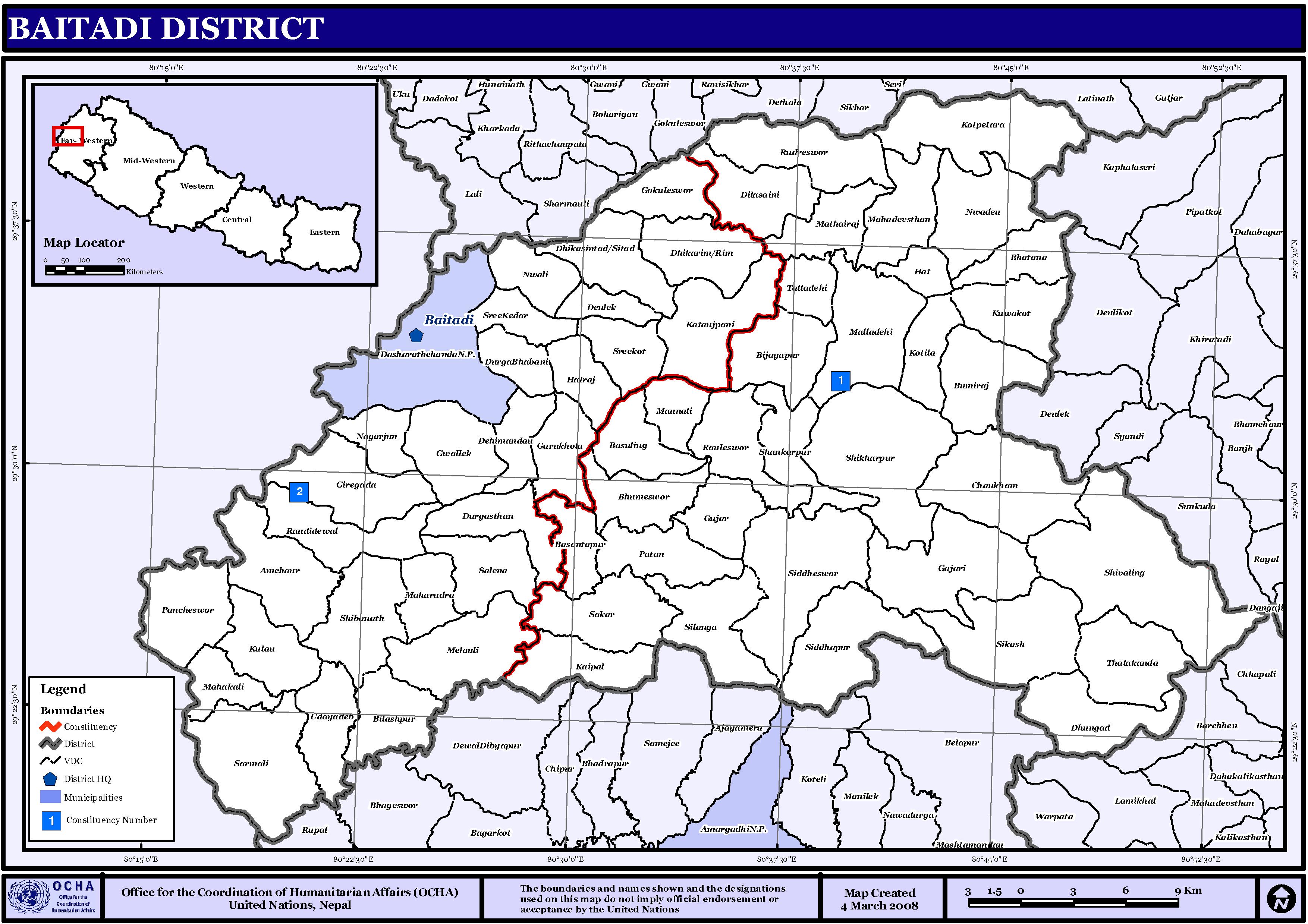
Байтади

Байтади (непальск. बैतडी जिल्ला) — один из 75 районов Непала. Входит в состав зоны Махакали, которая, в свою очередь, входит в состав Дальнезападного региона страны.
На севере граничит с районом Дарчула, на юге — с районом Даделдхура, на востоке — с районами Доти и Баджханг зоны Сетхи и на западе — с индийским штатом Уттаракханд. Площадь района — 1519 км². Административный центр — город Байтади.
Население по данным переписи 2011 года составляет 250 898 человек, из них 117 407 мужчин и 133 491 женщина. По данным переписи 2001 года население насчитывало 234 418 человек. Около 98 % населения говорит на языке кумаони. 99,93 % населения исповедуют индуизм; 0,02 % — буддизм и 0,02 % — христианство.
Основные сельскохозяйственные культуры, выращиваемые в районе — кукуруза, пшеница, просо и рис. На продажу выращивают цитрусовые.